# فيضانات الولايات المتحدة يوليو 2022
فيضانات الولايات المتحدة يوليو 2022 بدءًا من 24 يوليو 2022 شهدت ولاية ميزوري الأمريكية عدة أيام من العواصف الرعدية الشديدة. خلال يومي 25 و26 يوليو حطمت سانت لويس الرقم القياسي السابق لعام 1915 لمعظم هطول الأمطار في فترة 24 ساعة في المنطقة. أعلن الحاكم مايك بارسون حالة الطوارئ في 26 يوليو. وكان لا بد من إنقاذ أكثر من مائة شخص من الفيضانات وتوفي شخص واحد على الأقل.

## ملخص الأرصاد الجوية
في صباح يوم 26 يوليو أصدر مركز التنبؤ بالطقس توقعات معتدلة لمخاطر هطول الأمطار الغزيرة على أجزاء من شرق ميسوري وجنوب إلينوي وإنديانا. بحلول نهاية 26 يوليو سجل سانت بيترز إجمالي 12.8 بوصة (330 ملم) من الأمطار.

## التأثيرات
تم إغلاق ثلاثين ميلاً من الطريق السريع 70 بسبب الفيضانات. أعلنت مقاطعة سانت لويس حالة الطوارئ. تم إغلاق بوابة القوس في 26 يوليو بسبب الفيضانات. وقدرت الأضرار التي لحقت بنظام النقل بالسكك الحديدية الخفيفة ميترولينك في سانت لويس بمبلغ 18-20 مليون دولار. في سانت بيترز ، مات عشرة كلاب في مأوى لإنقاذ الحيوانات في الفيضانات.